# Lago Buenos Aires/General Carrera
El lago Buenos Aires (en Argentina) o General Carrera (en Chile) es un lago de América del Sur, localizado en la Patagonia y compartido por Argentina y Chile.

## Ubicación y características
Este lago tiene una superficie de 1850 km²: 978,12 km² y una profundidad máxima de 590 metros. De su área, 52,8 % están en la región chilena de Aysén del General Carlos Ibáñez del Campo y 872 km² (47,14 %) están en la provincia argentina de Santa Cruz. Dichas superficies lo convierten en el mayor lago de Chile y en el segundo de la Argentina.

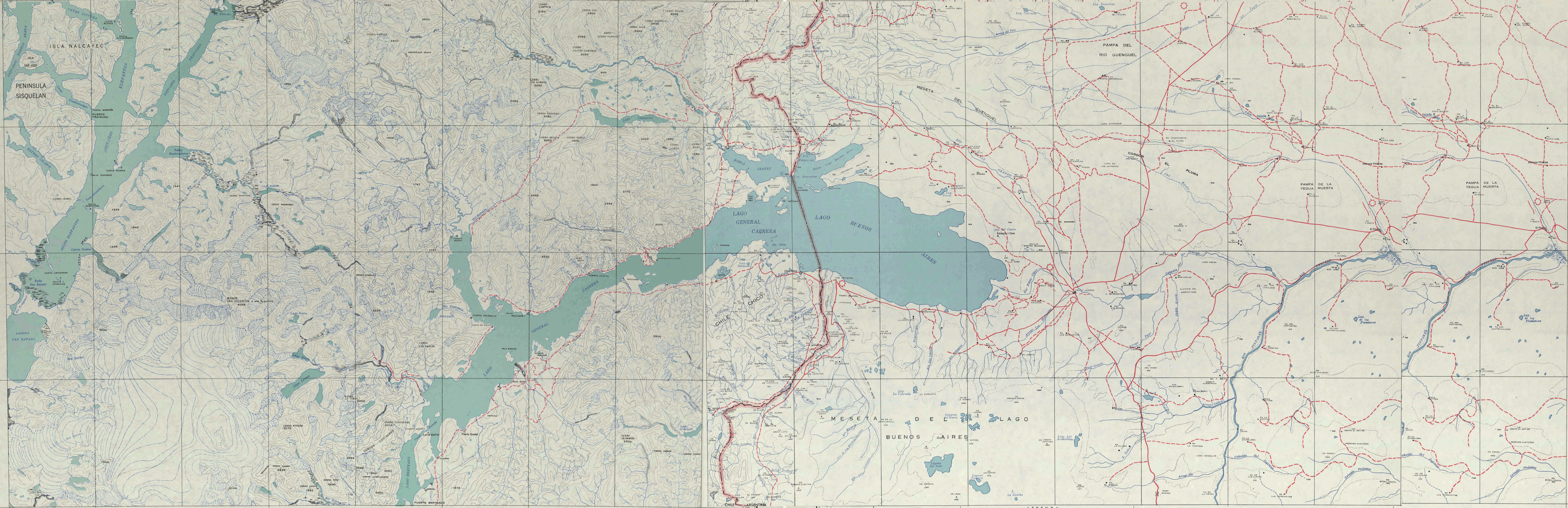
El lago binacional en una composición de dos mapas publicados en 1950 y 1953 respectivamente por el Instituto Geográfico Militar de Chile con una escala de 1:250.000 en una proyección conforme de Lambert, que impide un ajuste correcto de ambos mapas.

## Hidrografía
Este lago de origen glaciar, rodeado por la cordillera de los Andes desagua en su extremo suroeste a través del canal Deseado que conduce al lago Bertrand que a su vez da inicio al río Baker, río principal de la cuenca que desemboca en el océano Pacífico. Presenta un pequeño afluente en el lado oriental llamado río Fénix Chico, aunque en la actualidad este afluente es intermitente debido a la erosión lateral y a los derrumbes de la morrena que embalsan al lago por el este.

## Historia
Existió una confusión en torno al nombre dado al cuerpo de agua que llevó a algunos a considerar que los habitantes de la región habrían llamado lago Chelenko al lago. Una investigación argentina publicada por la revista chilena Magallania, tras un análisis de 26 mapas de fines del siglo XVIII y del siglo XIX, pudo constatar que hasta fines del siglo XIX nunca se supo con certeza que lago es el que aparecía en el respectivo mapa. En la zona se conocen los lagos General Carrera/Buenos Aires, Musters-Colhué Huapí y Cochrane/Pueyrredón. Al lago que aparecía en los mapas se le nombraba a veces Chelenko otras veces Coluguape o Colhué Huapi. Existía de parte de los exploradores indígenas una intencionalidad para encubrir las rutas que ellos usaban a los nuevos geógrafos.
Las costas de este lago comenzaron a ser habitadas por colonizadores argentinos, chilenos y europeos entre 1900 y 1925. En 1971 y 1991, la erupción del volcán Hudson provocó estragos en esta zona, cuya economía se basaba principalmente en la ganadería ovina. 
La zona presenta innumerables sitios de significancia cultural y arqueológica inexplorada; en este sector de la Patagonia habitó el pueblo Tehuelche. Posteriormente, como señala un reciente estudio sobre relatos orales de los primeros pobladores que llegaron a Chile Chico y sus alrededores, realizado en el año 2017 por la Corporación Nacional de Desarrollo Indígena CONADI (organismo gubernamental creado por la Ley chilena 19.253- Ley Indígena), evidenció que para el año 1896 en la localidad de Cholila se registraban oficialmente en el territorio las primeras familias de origen mapuche.
Luis Risopatrón lo describe en su Diccionario jeográfico de Chile (1924): : 102 
Buenos Aires (Lago). Tiene unos 1900 km² de superficie, está rodeado de tierras bajas en la parte E que pertenece a la Arjentina i de riberas altas i escarpadas, cubiertas de bosques en la sección W, que pertenece a Chile i se encuentra a 227 m de altitud, en la cordillera de Los Andes; desagua en el estremo SW, por un río de 300 m de largo i poca corriente al lago Bertrand, en cuyas márjenes; conjuntamente con las del lago Buenos Aires, en la sección chilena, hai unos 150 km² de terrenos aprovechables para el cultivo i la ganadería.

## Población, economía y ecología
El clima de su entorno es frío y muy ventoso, y sus costas generalmente acantiladas, lo que hace difícil el establecimiento humano, lo cual no ha impedido la formación de diversos pueblos en las orillas de este lago merced a que sus costas poseen un microclima bastante benigno, como en el caso de los poblados de Puerto Ingeniero Ibáñez en la ribera norte y Chile Chico en la ribera sur, ambos en territorio chileno. En la costa argentina, se ubica el pueblo de Los Antiguos, vecino a Chile Chico y el más antiguo de la zona, mientras que la ciudad de Perito Moreno se ubica a unos kilómetros al interior.
El lado argentino es de acceso relativamente fácil, debido a una antiquísima pista utilizada por los patagones y, durante el siglo XIX, por el explorador Francisco Pascasio Moreno, que fue quien descubrió el lago. Esta pista fue convertida, en los años 1930, en parte de la RN 40.
Por el lado chileno, el lago estuvo en un prolongado aislamiento con respecto al resto del país. Durante muchos años las vías más expeditas pasaban por territorio argentino hasta que la apertura a comienzos de los años 1990 de la Carretera Austral permitió su conexión directa con el resto de Chile, lo que produjo un auge turístico. La entrada principal al lago se da por el poblado de Puerto Ibáñez.

### Atractivos turísticos
El atractivo turístico más conocido es la «Catedral de Mármol», un islote dentro del lago compuesto por rocas de tonos blancos y marfiles. También es frecuentado por aficionados a la pesca deportiva, a causa de su abundancia de truchas y otros salmónidos.

Vistas de perspectiva
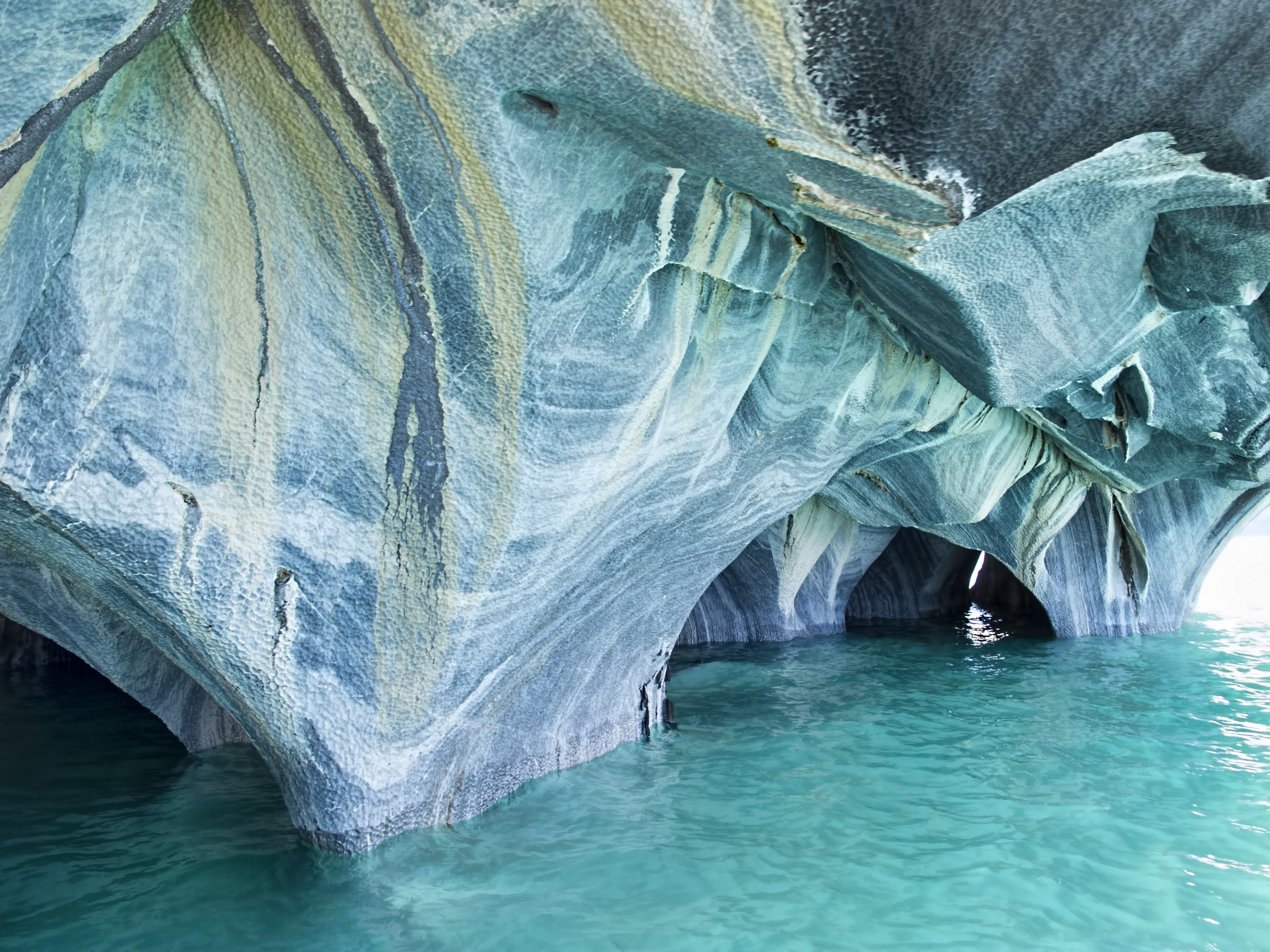
Vista de la Catedral de Mármol
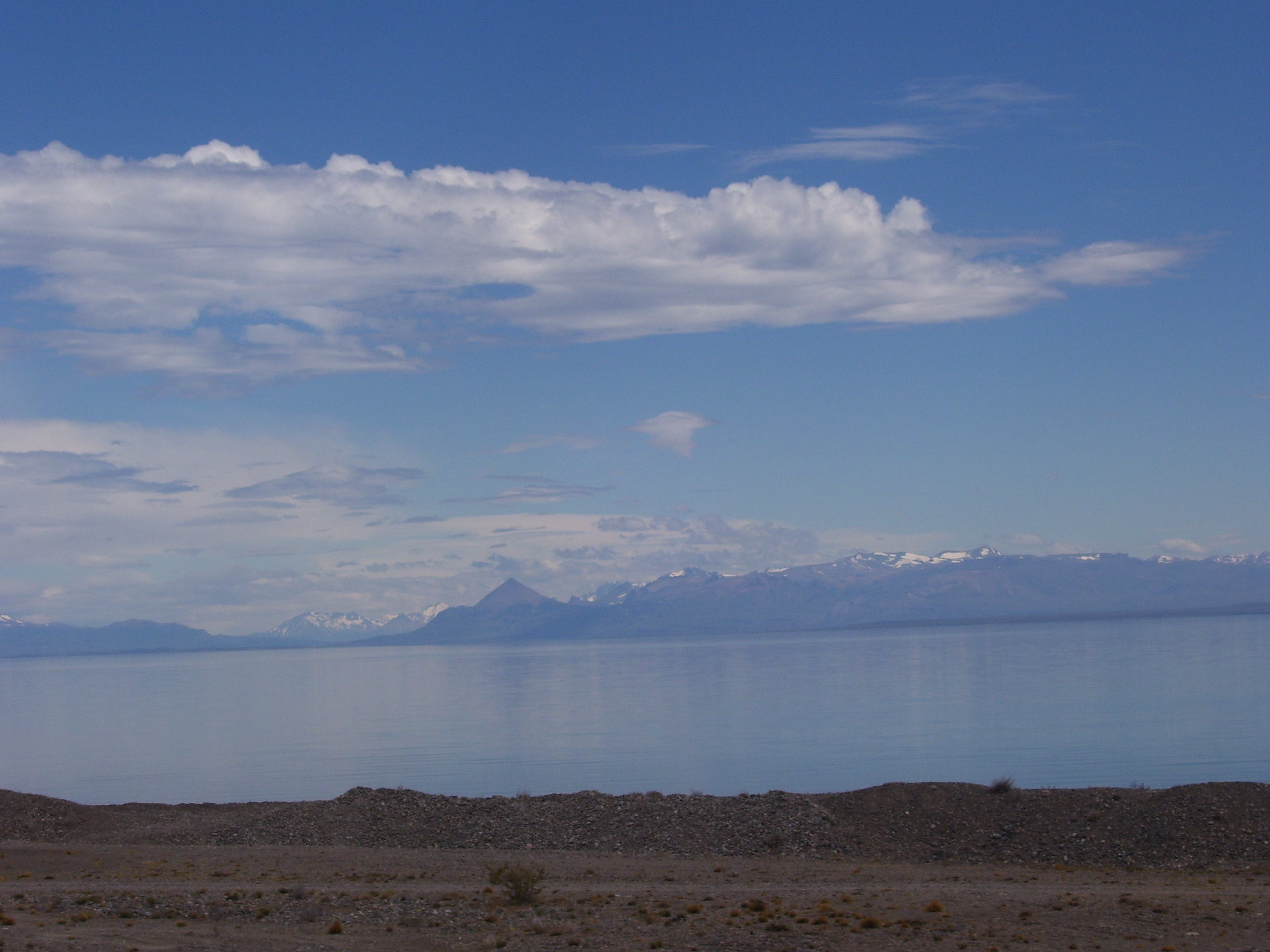
Vista del lado argentino
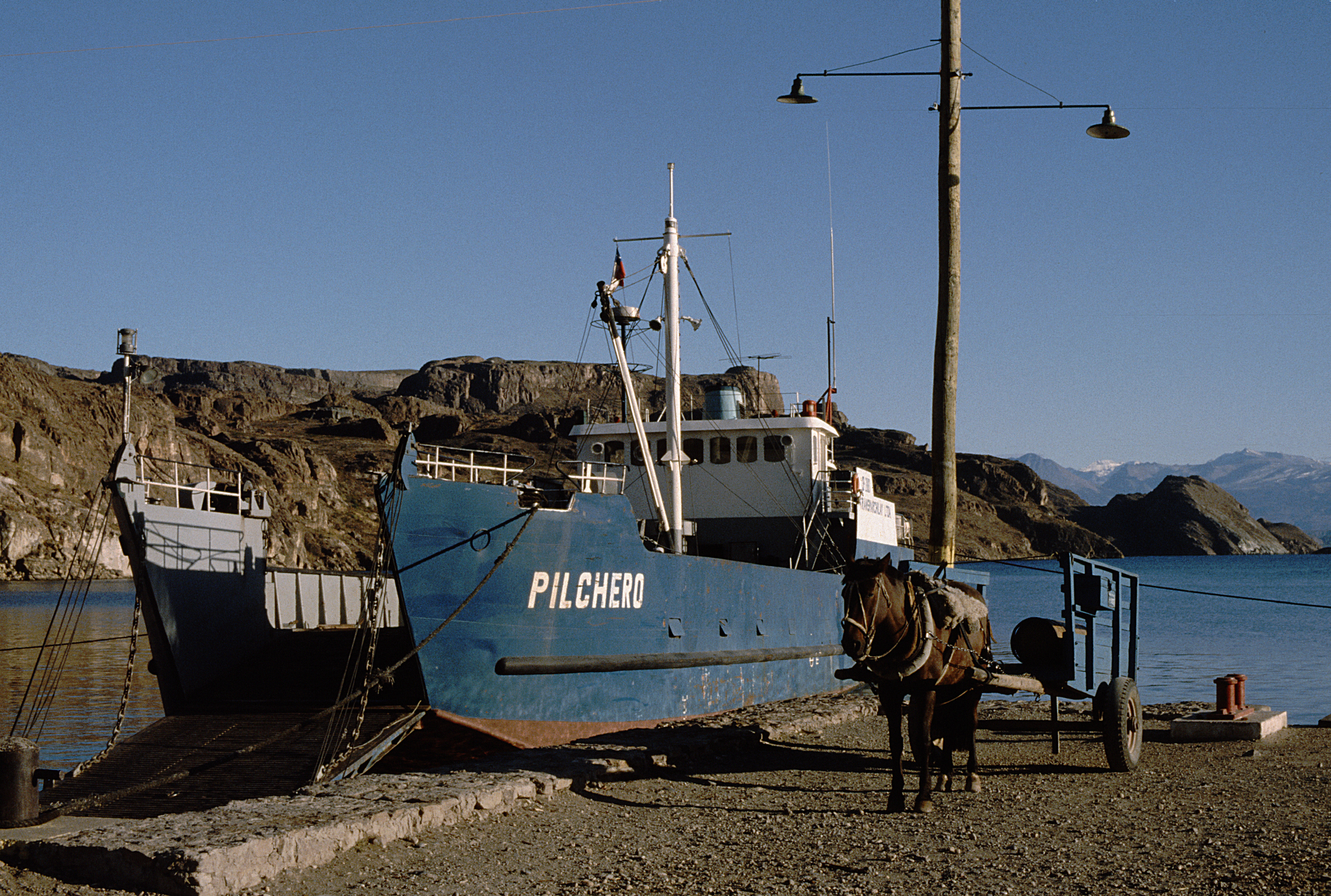
Barcaza en Chile Chico, en la costa chilena del lago
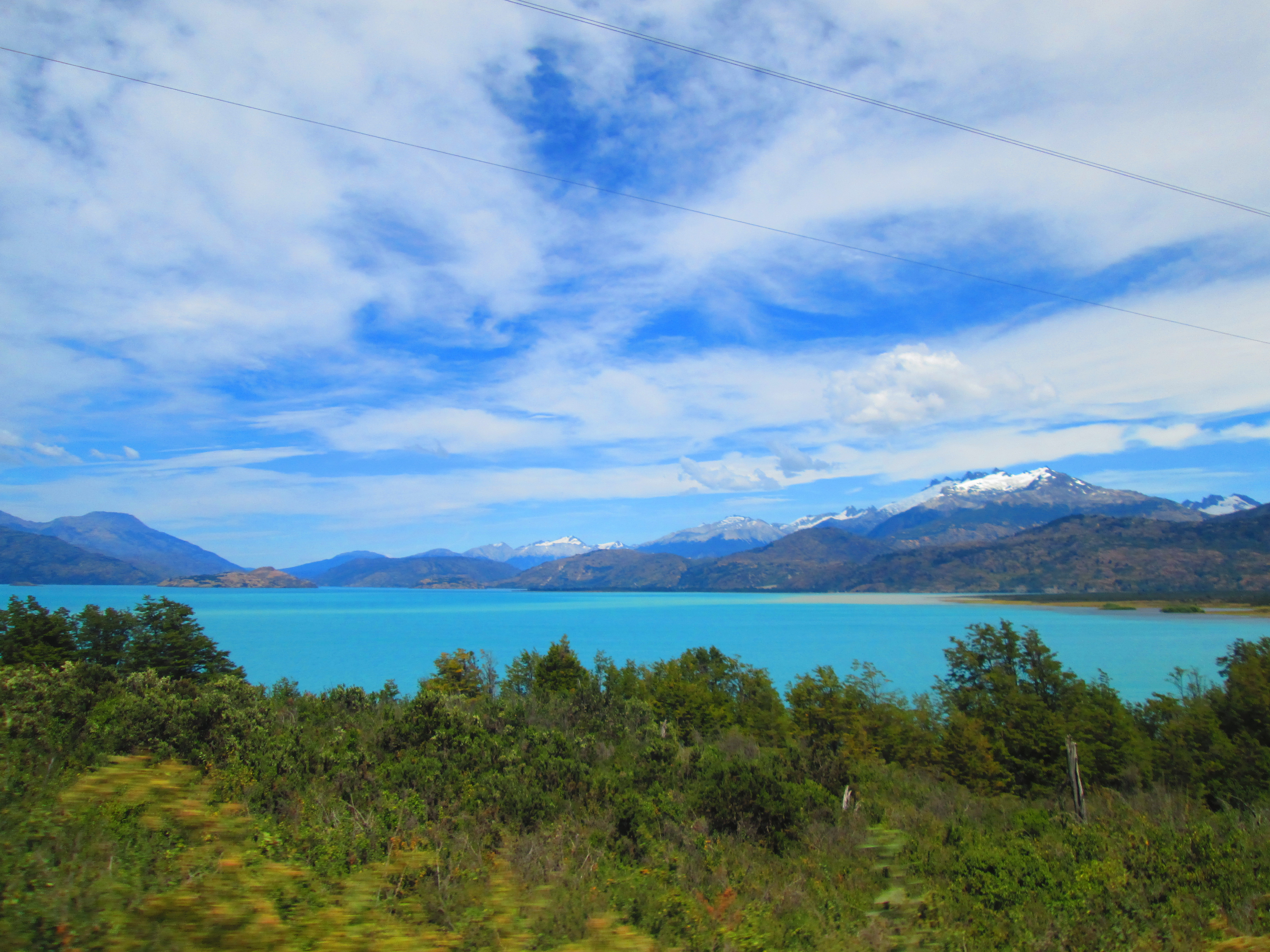
Vista desde la Carretera Austral